# Òxid de crom(III)
L'òxid de crom(III) o triòxid de dicrom, és un dels principals òxids de crom. És un sòlid de color verd fosc que s'utilitza com a pigment. A la natura es troba a l'eskolaïta, un mineral molt rar.

## Síntesi
Es pot obtenir òxid de crom mitjançant la descomposició del dicromat d'amoni. Aquesta reacció és molt exotèrmica.
(NH₄)₂Cr₂O₇ → Cr₂O₃ + N₂ + 4 H₂O